# František Koller

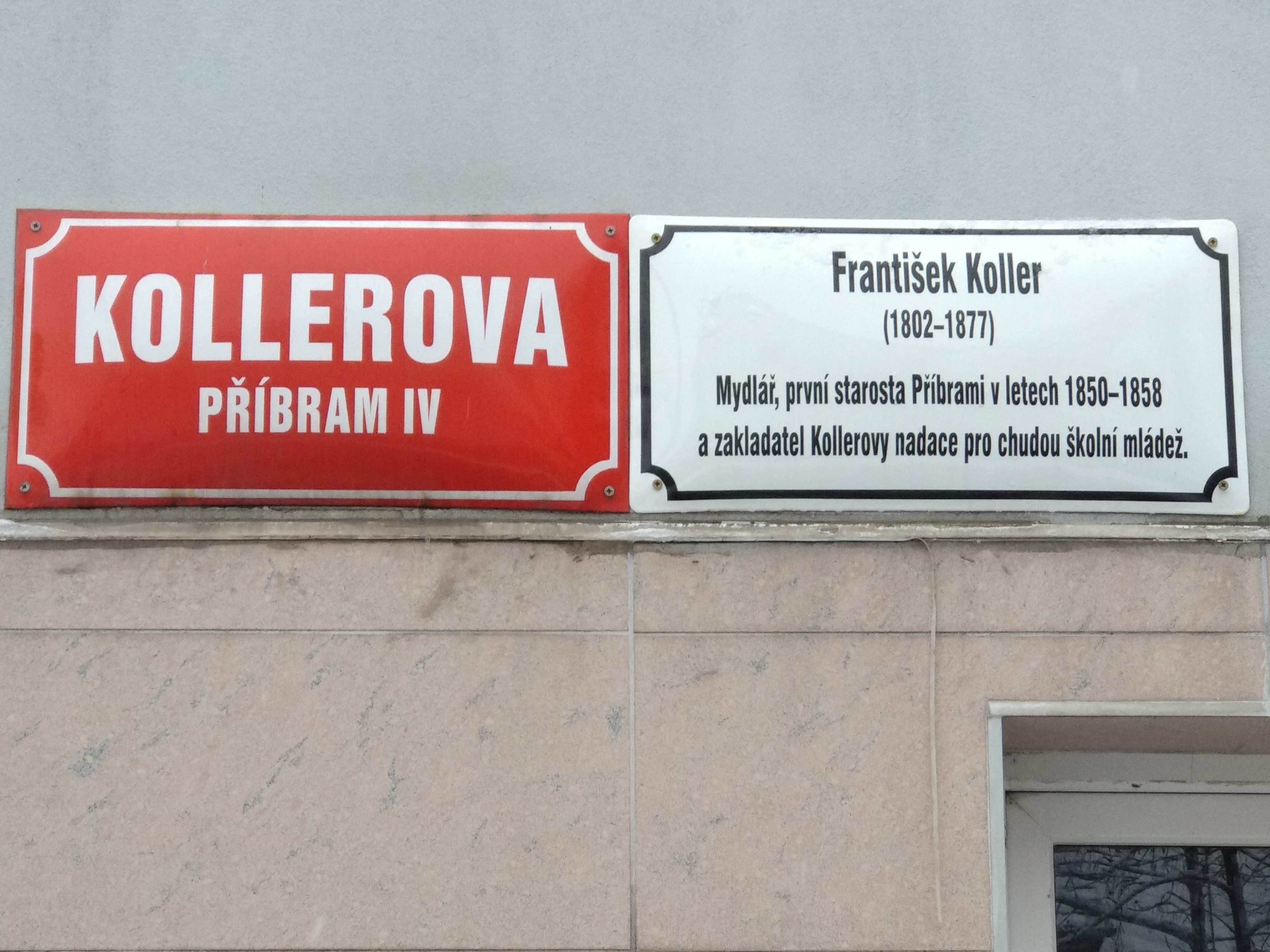
V listopadu 2020 byla k názvu ulice přidána tabulka

František Koller (1802–1877), povoláním mydlář, byl první purkmistr Příbrami v letech 1850–1858.
Je po něm pojmenována krátká ulice s rodinnými domy u Rynečku, v listopadu 2020 město přidalo k názvu ulice také vysvětlující tabulku.